# Тропи-Штумські
Тропи-Штумські (пол. Tropy Sztumskie) — село в Польщі, у гміні Старий Тарґ Штумського повіту Поморського воєводства.
Населення — 230 осіб (2011).
У 1975-1998 роках село належало до Ельблонзького воєводства.

## Демографія
Демографічна структура станом на 31 березня 2011 року:
|          | Загалом | Допрацездатний вік | Працездатний вік | Постпрацездатний вік |
| -------- | ------- | ------------------ | ---------------- | -------------------- |
| Чоловіки | 113     | 30                 | 69               | 14                   |
| Жінки    | 117     | 29                 | 64               | 24                   |
| Разом    | 230     | 59                 | 133              | 38                   |